# 我 (佛教)
我（ātman，巴利語：atta），佛教術語，通常指作為輪迴主體的“自我”。這是古代印度很重視的一個哲學術語，許多不同教派都提出自己的見解，佛教也承襲了這個術語，作出自己的解說。古代漢譯典籍中就將其譯為“我”，不與普通的人稱指代加以區別化，現代常譯為梵我以示區別，也有意譯為主體。
在佛教中，將輪迴主體的我，當成具備獨立實有的自性，稱為人我。對於我的錯誤見解，稱為我見。對於我的執著，稱為我執。將法之自性當成實有，稱為法我，說一切有部等以法之自性為實有。大乘佛教則將法我實有的見解，稱為法我見。執法之自性為實有，稱為法我執。

## 字源
在梵語與巴利語中的我（巴利語：atta），被用來當成是第一人稱代名詞的「自己」（英語：Self）或自我（ego），源起於共同的印欧语系字根，原義是呼吸。古英文中的 ，德文中的 Atem，與希臘文的前綴字atmo-，都來自於同一字根。
在梵語與巴利語中，除了被用來指自我，更被用來指「真實的自我」，也就是一個人內在不變的特質。在英譯時，通常被當成是靈魂（英語：Soul）的同義詞。在一般使用中，也被當成反身代名詞來使用。在哲學討論時，其意義相當於哲學中的主體（英語：subject）。

## 概述
我，這個詞作為哲學概念，起源自奧義書傳統，為輪迴中的主體即自我，自我同宇宙超驗本體梵實為一體，故又可稱梵我。類似概念還有神我（puruṣa）、人我（pudgala）和命我（[jīva] 错误：{{Transl}}：拉丁字母轉寫第 83 個字元「英」不是拉丁字母。（帮助））。
佛教採用了「我」這個術語，主張蘊、處、界，皆為非我、非我所，即「一切法無我」。婆羅門和其他沙門教派一般不採用佛教特有的概念術語，他們所認定的我或類似概念，早期佛教一般將其歸至五取蘊中，故有五我見，於五取蘊中，「執一為我，餘或為我有、我所、我器」，亦總列為二十薩迦耶見，以執「色是我」為其代表，後因時代變遷而至難以理解；此外，有外道執「唯有一我見」，而「總緣五蘊執為我者」被稱為諦語外道，迄至《大毘婆沙論》時代，仍無「五蘊外執有我者」。
在《阿含經》中使用補特伽羅（pudgala）一詞來指稱“輪迴之主體”，譯為“人”，而不是使用「我」（ātman）這個詞。《巴利論藏》也有總集佛陀施設各種補特伽羅的《人施設論》，可對應於漢譯分別說部《舍利弗阿毘曇論·非問分·人品》。
「我」被分為假名我和人我，將由四大所構成的色身，當成具備獨立實有的自體，法有我無宗認為諸法實有的自體，是實法我，這是真實的有，從前生流轉到後世，諸法現起作用，依五蘊和合相續，假名說此相續為「我」，若將這個假名的補特伽羅執為實有，即落入人我見。

## 觀念的演變
初期佛教認為由四大所構成的所謂人我並不是實有的，而由五藴所構成的所謂即蘊我是沒有自性的，單純只是假名安立的，亦沒有所謂的能夠主宰五藴的神我。此外，在《蛇喻經》中，釋尊抨擊了世間是自我這一觀點並稱其為愚癡法。
一些學者認為原始佛教雖沒有明確肯定有我論的正確性，但也沒有明確否定自我的存在性，只是試圖透過否認何者為自我來獲得解脫，這與吠陀教所提倡的認識自我這個方法截然相反。
然而，由於非我論沒有解釋何者是輪迴的主體，因此部派佛教教內長期為此爭論不休，説一切有部認為五蘊的集合所依憑的軌則是實有的法，即是所謂的同隨得，並且認為這就是所謂的法我，犢子部認為補特伽羅是實有的，故稱之爲補特伽羅我，正量部認為輪迴的主體是所謂的不可説我，化地部認為有窮生死蘊，並且認為它是所謂的非即非離蘊我，説轉部認為有能知所謂的客蘊的所作所為和能從今生轉至來生的根本蘊，並且認為它是所謂的勝義福伽羅，這些理論的認可者被歸類為補特伽羅論者，這些觀點受到認可無我論的大乘佛教所抨擊。小乘佛教認為在肉身內有一心魄常住不變，在普羅去世之後，心蘊與色藴相分離並繼續流轉，是為離蘊我，大乘佛教亦抨擊了這一觀點。
佛教認為，無明所覆眾生，從五取蘊而生我見，取著六觸處而生苦樂，形成我執，無法脫離輪迴。主流佛教教內各宗派皆宣稱一切法無我，但是對一切法的定義範圍不同，無我學說的確切含義從始至今存在爭議。

## 古印度學說
在佛教之前，以及其同時代，存在眾多不同的婆羅門和沙門思潮說「我」，佛教列為三見：
- 持斷見者，認為眾生之命與四大所造色身是同一的，當死亡時構成色身的四大分解後，命也不復存在，順世論是其代表[26]。
- 一類持常見者，認為每個生命都內在一個永恆的自我，它不同於無常的色身，而只是暫居於其中，這個真我可稱為梵我或神我等。
- 一類持常見者，認為眾生的身體分為二種：無常的粗顯身，和永恆的細微身，這個細微色身，非凡人肉眼可見，是輪迴的主體[27]。

可歸結為：命者即身，命者異身，這兩種根本見解，又被視為二邊見。佛陀認為命與身，即自我與五蘊，二者之間，是一是異？是即是離？為無記問題，而不回答。

## 佛學理論
基於論書如《俱舍論》等的說法，學術界對佛教理論的一種有代表性解讀稱：相對佛教而言，其他古代印度宗教、學派所認為的我，可稱離蘊我，其見解為在五蘊之外存在一個真正的自我，或神我（puruṣa）、命（[jīva] 错误：{{Transl}}：拉丁字母轉寫第 83 個字元「英」不是拉丁字母。（帮助）），它是常住不變的，單一的，有支配功能的。佛教反對這種見解，認為五蘊由业的牵引逐渐产生变异，沒有主体“我”的支配，只遵循因果规律。
犢子部及其支派認為，補特伽羅與五蘊非即非離，立實有的「不可說我」，其他部派認為，補特伽羅若是實有，則類同於外道所說之我，補特伽羅只是依五蘊而說的假名，沒有獨立實存的自性。